# Erythridula juglandis
Erythridula juglandis är en insektsart som först beskrevs av Knull och Auten 1938.  Erythridula juglandis ingår i släktet Erythridula och familjen dvärgstritar. Inga underarter finns listade i Catalogue of Life.